# M271 motorway
Der M271 motorway (englisch für ‚Autobahn M271‘) ist ein drei Kilometer langes Autobahnstück zwischen der A33 im Süden und der A3057 im Norden. Der Zubringer umfasst nur drei Auffahrten und ist ein Zubringer von Southampton-Totton nach Upton.